# Борисова, Людмила Глебовна
Людми́ла Гле́бовна Бори́сова (30 сентября 1931, Ленинград, РСФСР — 6 августа 2004, Новосибирск, Россия) — доктор социологических наук, профессор кафедры управления образованием НГПУ и кафедры общей социологии НГУ, действительный член Международной педагогической академии, Лауреат премии Ленинского комсомола. Область научных интересов — социология образования, социология личности, социальная педагогика.
Была соратником (Союз энтузиастов (СЭН), Коммуна юных фрунзенцев (КЮФ)), верным пропагандистом и продолжателем дела Игоря Петровича Иванова, ленинградского учителя, основоположника известной сегодня каждому воспитателю-профессионалу технологии коллективной творческой деятельности (КТД).
В 1962 году работала старшим воспитателем в первой летней школе победителей физико-математической олимпиады в новосибирском Академгородке, с которой началась история физико-математических школ в СССР.
В 1968 году подписала «письмо сорока шести» против нарушения законности на судебном процессе над правозащитниками в Москве в 1968 году, известном как «дело четырёх».
Вместе с командой единомышленников, Л. Г. Борисова является инициатором и создателем Новосибирского педагогического лицея.

Мое детство… 27 января 2004 года в России широко и торжественно отмечали героическое событие — снятие Ленинградской блокады. В Академгородке немало жителей блокадного Ленинграда. Когда все собрались на торжественный ужин, оказалось, что самому старшему 90 лет, а самые младшие 1941 года рождения. Меня удостоили чести быть ведущей этого праздничного застолья.
Я не люблю рассказывать о том, как те 900 страшных дней мы жили в голодном, темном и холодном городе. Боюсь потревожить чье-то хорошее настроение. Да и самой непросто возвращаться к ужасающим картинам военного времени. Обозначу этот период лишь пунктиром. Летом 1941 года я была в пионерском лагере под Лугой. Лишь в конце августа под бомбами удалось вернуть детей домой, а через неделю, 8 сентября надолго замкнулось зловещее кольцо. Даже когда прорвали, а затем сняли блокаду, даже когда кончилось война, мы ещё очень долго оставались голодными. Впервые я сытно ела на протяжении четырёх месяцев подряд в 1952 году. Это было в «Артеке». — Л.И. Боровиков. «Педагогика творчества и социология образования. От первого лица»